# Churrigueresco

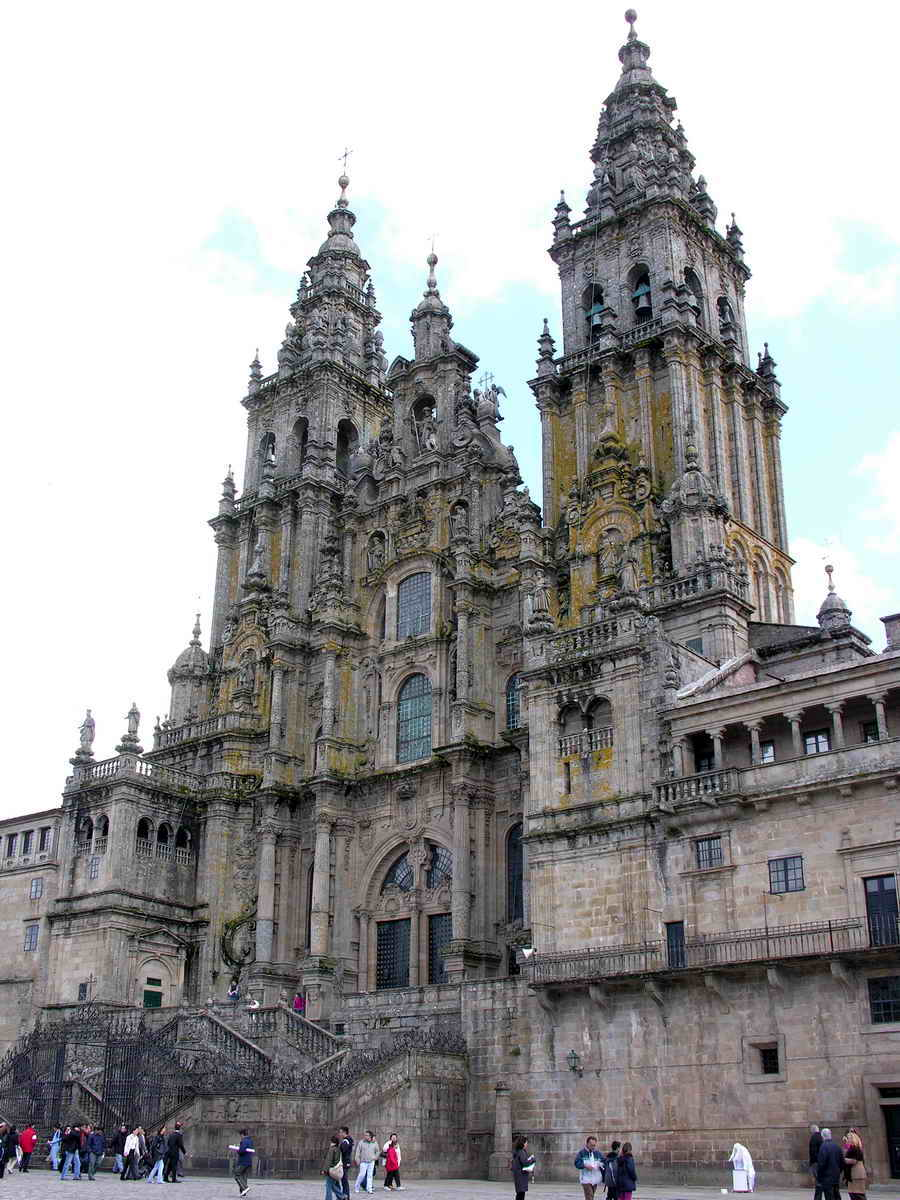
Cattedrale di Santiago de Compostela in Spagna

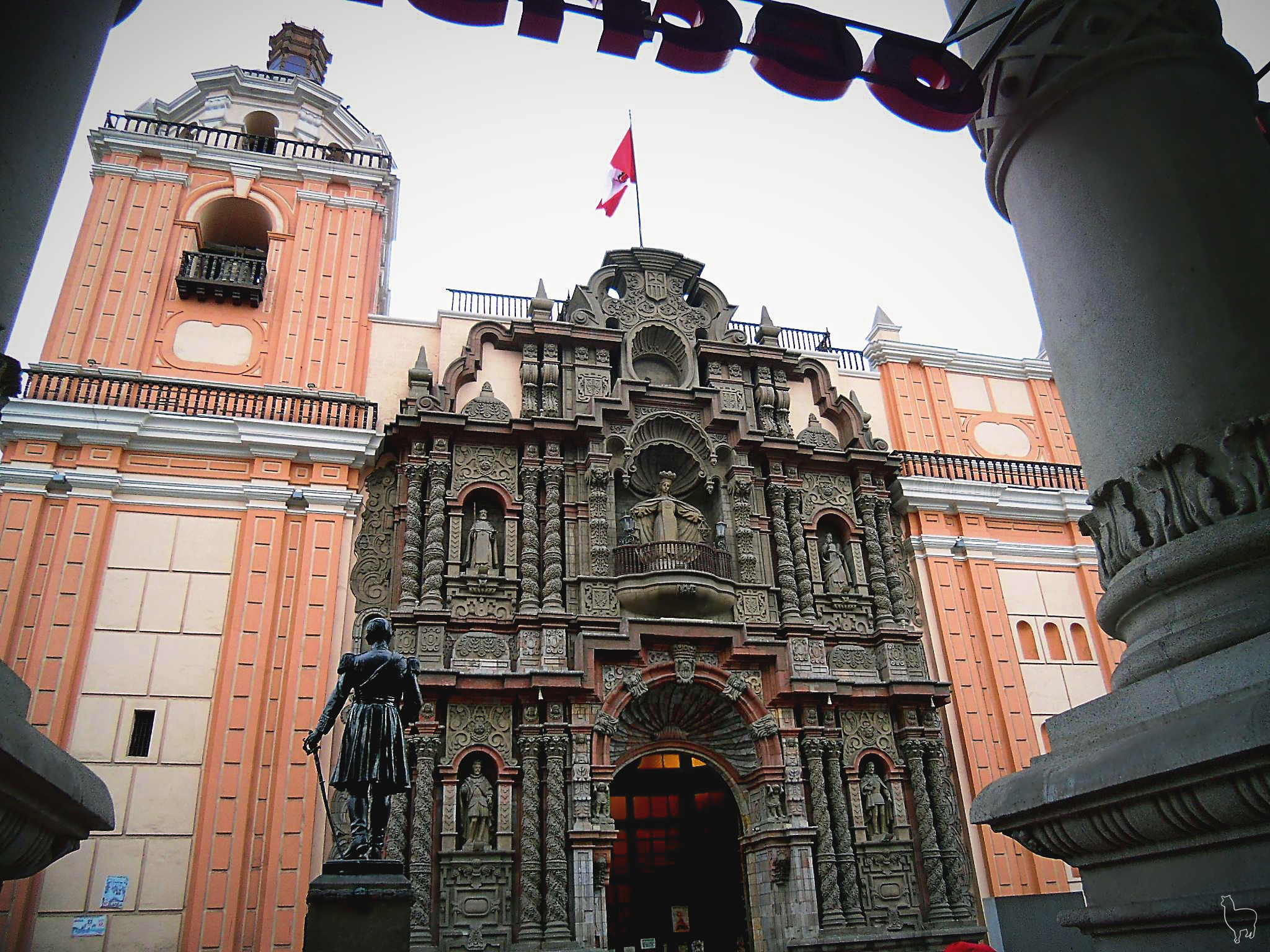
Basilica e Convento di Nuestra Señora de la Merced, Lima

Churrigueresco in misura minore chiamato anche "Ultra barocco", si riferisce ad uno stile barocco spagnolo elaborato, scultoreo e ornamentale emerso come maniera della decorazione a stucco in Spagna alla fine del XVII secolo e fu utilizzato fino al 1750 circa. É caratterizzato da dettagli decorativi estremi, espressivi e floridi, normalmente presenti sopra l'ingresso sulla facciata principale di un edificio.

## Origini
Prende il nome dall'architetto e scultore José Benito de Churriguera (1665-1725), nato a Madrid e che lavorò principalmente a Madrid e Salamanca. Si dice che le origini dello stile risalgano a un architetto e scultore di nome Alonso Cano, che progettò la facciata della cattedrale di Granada, nel 1667.
Un lontano precursore, dell'inizio del XV secolo, dello stile churrigueresco altamente elaborato si trova nella Certosa di Pavia, ma la facciata incrostata di sculture ha ancora il fascino italiano di narrativa razionale. Il churrigueresco fa appello alla geometria proliferativa ed è un'intensa evoluzione del barocco, influenzato dallo stesso stile.

## Sviluppo
Lo sviluppo dello stile è passato attraverso tre fasi. Tra il 1680 e il 1720, la Churriguera rese popolare il miscuglio di colonna tortile e ordine composito di Guarino Guarini, noto come "ordine supremo". Tra il 1720 e il 1760, la colonna churrigueresca, o estipite, a forma di cono rovesciato o obelisco, divenne elemento centrale della decorazione ornamentale. Gli anni dal 1760 al 1780 videro un graduale spostamento dell'interesse dal movimento contorto e dall'eccessiva decorazione verso l'architettura neoclassica con equilibrio e sobrietà.
Tra i punti salienti dello stile, gli interni della Certosa di Granada offrono alcune delle combinazioni più impressionanti di spazio e luce nell'Europa del XVIII secolo. Integrando scultura e architettura in modo ancora più radicale, Narciso Tomé ottenne sorprendenti effetti di chiaroscuro nel suo Transparente della Cattedrale di Toledo. Forse la forma visivamente più inebriante dello stile è stato il churrigueresco messicano, praticato a metà del XVIII secolo da Lorenzo Rodriguez, il cui capolavoro è il Sagrario Metropolitano (1749–69) a Città del Messico.

## Spagna
L'inventore della Churriguera fu José Benito de Churriguera (1665-1725), che si formò come falegname di pale d'altare, disegnandone alcune molto importanti per varie chiese di Salamanca, Madrid, Valladolid e altre città della Spagna. Alcuni esempi:
- Nuevo Baztán, Comunità Autonoma di Madrid
  - Chiesa di San Francisco Javier e Palazzo Goyeneche
- Salamanca, Castiglia e León
  - Pala d altare del Convento di Santo Stefano
  - Coro della Cattedrale Nuova.
  - Plaza Mayor.
  - Capilla de la Vera Cruz
  - Collegio di Calatrava
- Siviglia
  - Palazzo di San Telmo.

## Messico
In Messico, la Basilica Cattedrale di Zacatecas, capitale dello stato di Zacatecas, e il Templo de Santa Prisca, situato a Taxco, nello stato di Guerrero, sono considerati capolavori dello stile churrigueresco. La costruzione di Parroquia Antigua a Salamanca, Guanajuato, fondata il 24 agosto 1603, fu completata nel 1690 e la facciata churrigueresca nel 1740. La pala d'altare della chiesa di San Francisco Javier (Museo Nazionale del Vicereame) a Tepotzotlán, Stato del Messico è anche considerata, insieme alla sua facciata, una delle più importanti opere barocche churrigueresche create dai Gesuiti nel Vicereame della Nuova Spagna. L'Altar de los Reyes della Cattedrale Metropolitana di Città del Messico e le facciate del Sagrario Metropolitano, dell'architetto spagnolo Lorenzo Rodriguez, annesso alla stessa Cattedrale, sono anche rappresentanti dello stile.

## Filippine
Lo stile venne introdotto in ritardo nelle Filippine. I migliori esempi sono stati l'ospedale San Juan de dios a Intramuros, la chiesa di Daraga ad Albay e la chiesa di Tigbauan a Iloilo.

## Churrigueresco in California

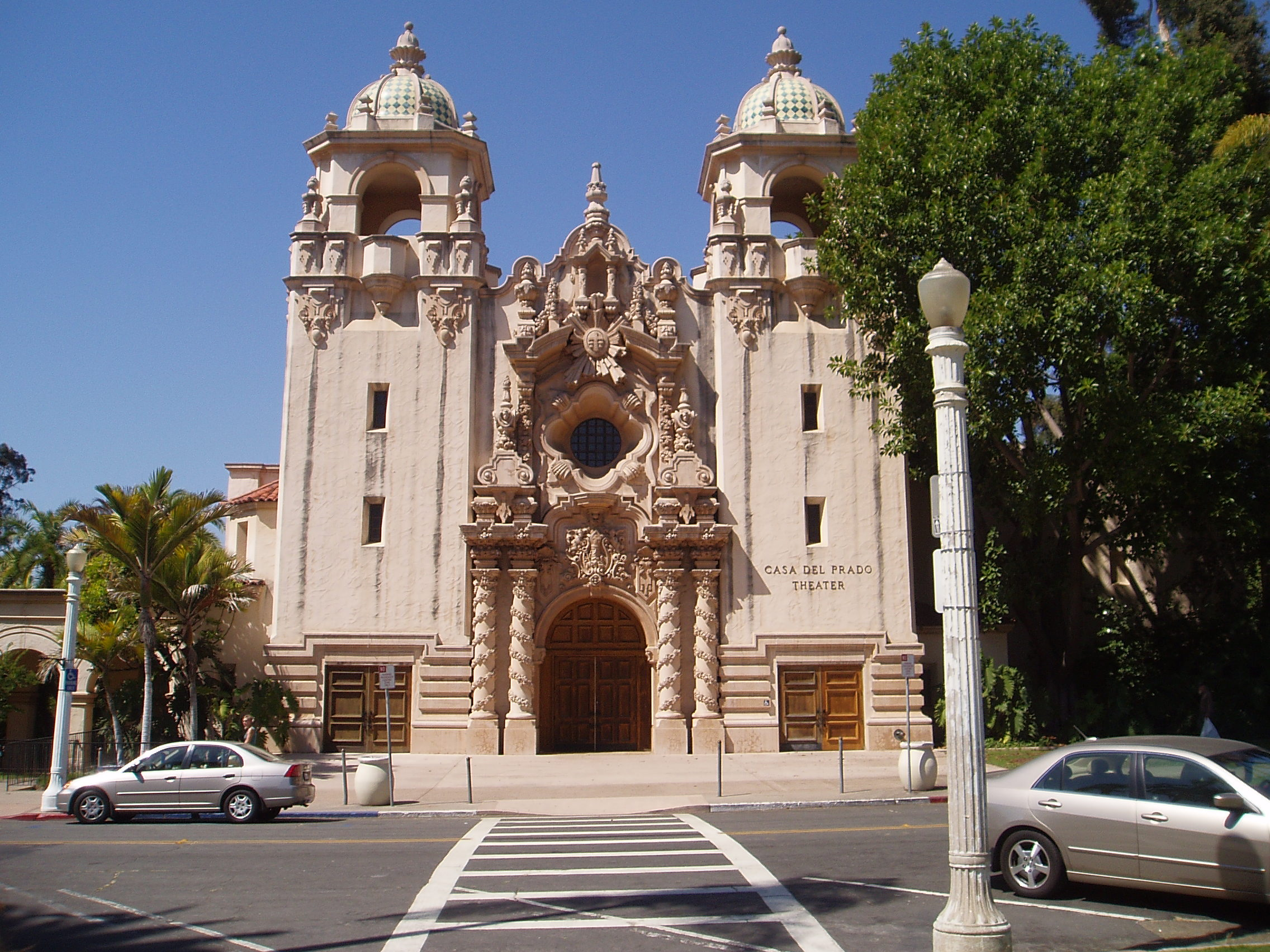
Il Teatro Casa del Prado, al Balboa Park, San Diego, California. Revival churrigueresco.

Il churrigueresco della California è uno stile revival originario della California, sviluppato all'inizio del XX secolo dagli architetti Bertram Goodhue e Carleton Winslow Sr. per l'Esposizione Panama-California del 1915, che ha contribuito a rendere popolare il suo uso nell'architettura del revival coloniale spagnolo in California e, in misura minore, nel resto degli Stati Uniti. Goodhue e Winslow hanno sviluppato lo stile dopo aver studiato l'ornamento churrigueresco e plateresco negli edifici coloniali spagnoli in Messico.
Molti dei migliori esempi di churrigeresco californiano si trovano nel Balboa Park a San Diego, il sito dell'Esposizione Panama-California. Altri edifici degni di nota in questo stile includono la Missione San Francisco de Asís, la First Congregational Church of Riverside, la St. Vincent de Paul Church di Los Angeles e il Beverly Hills City Hall.